# Elecciones provinciales de Misiones de 1975
Las elecciones generales de la provincia de Misiones de 1975 fueron realizadas el 13 de abril del mencionado año con el objetivo de normalizar la situación de la provincia después de la intervención federal realizada por el gobierno de María Estela Martínez de Perón ante la crisis institucional que se desató por la controvertida muerte del gobernador Juan Manuel Irrazábal y el vicegobernador César Napoleón Ayrault en un accidente de avión. Fueron las últimas elecciones realizadas en territorio argentino antes del golpe de Estado del 24 de marzo de 1976 y fueron, por lo tanto, los últimos comicios de la historia argentina cuyo mandato se vio interrumpido por un golpe de Estado. También fueron las primeras elecciones tras la muerte de Juan Domingo Perón, en julio de 1974.
Se debía elegir al gobernador para el período 1975-1977, completando el período dejado inconcluso por Irrabázal, y también a los 32 escaños de la Cámara de Representantes. El Frente Justicialista de Liberación (FREJULI) presentó la candidatura de Miguel Ángel Alterach para gobernador con Ramón Arrechea como compañero de fórmula. Descontando la obvia ausencia de Irrazábal y Ayrault, los demás candidatos fueron los mismos que en 1973, con la Unión Cívica Radical (UCR) presentando a Ricardo Barrios Arrechea para la gobernación con Alejandro Falsone para vicegobernador. El peronismo disidente, agrupado en los partidos Auténtico y Tercera Posición, presentó de nuevo a Agustín Teófilo Puentes, aunque su compañero esta vez fue Pedro Peczak.
La situación desfavorable a nivel nacional afectó profundamente al oficialismo provincial, con el FREJULI triunfando ajustadamente con el 46.52% de los votos contra el 39.13% de Arrechea. Mientras que Alterach perdió casi 15 puntos de los que obtuvo Irrabázal en la segunda vuelta de 1973, Arrechea estuvo muy cerca de mantener el 39% obtenido en dicha elección en la primera vuelta. Sin embargo, la mayor debacle fue la sufrida por el peronismo disidente, con Puentes recibiendo solo el 9.62% de los votos. La participación electoral fue del 75.26%, un ligero aumento con respecto a 1973. En cuanto a la representación legislativa, el FREJULI obtuvo 16 escaños (12 del PJ y 4 del MID), asegurándose la mitad de los legisladores, seguido de la UCR con 13 y el peronismo disidente con 3 (2 para el Partido Auténtico y 1 para Tercera Posición).
Con estas elecciones y las de 1955, se estableció la casualidad de que Misiones fue la última provincia donde se realizaron elecciones antes de los dos derrocamientos de un gobierno del Partido Justicialista.

## Antecedentes
El gobernador elegido en 1973, Juan Manuel Irrazábal, había llegado al poder como consecuencia del asesinato de Francisco V. Ripoll, el candidato postulado originalmente por el Frente Justicialista de Liberación, durante la violenta interna peronista de diciembre de 1972. Como consecuencia, dirigentes del PJ misionero contrarios a la creación del FREJULI establecieron el partido Tercera Posición, que logró quedar tercero detrás del FREJULI y la Unión Cívica Radical (UCR) en las elecciones. Irrazábal de todas formas triunfó en segunda vuelta, como varios de los gobernadores elegidos ese año, y asumió el 25 de mayo. Sin embargo, el 30 de noviembre del mismo año, él y su vicegobernador, el desarrollista César Napoleón Ayrault, así como sus respectivas esposas, perecieron en un sorpresivo accidente de avión cuando regresaban de una reunión con Perón y José López Rega en Buenos Aires. Las causas del misterioso accidente nunca fueron del todo encarecidas, y se cometieron graves errores e irregularidades durante la investigación, lo que alentó las sospechas de que los mandatarios pudieran haber sido víctimas de un atentado; en general las acusaciones se dirigen sobre la Triple A, liderada por López Rega.
Ante la muerte tanto de Irrazábal como de Ayrault, su sucesor constitucional, correspondía entonces que asumiera interinamente el presidente provisional de la legislatura, Luis Ángel Ripoll (irónicamente, el sobrino del candidato original de 1973) y se celebraran nuevas elecciones en no más de noventa días. La legislatura prorrogó el interinato de Ripoll varios meses debido a la violencia política que azotaba el país, pero aun así debía convocar a los comicios para el 8 de septiembre de 1974. El 20 de julio, ante el difícil vacío de poder dejado por la muerte de Perón semanas atrás, Ripoll decretó el atraso de las elecciones para el 13 de abril de 1975, muchos meses más tarde de lo constitucionalmente exigido. En octubre de 1974, la sección provincial del PJ fue intervenida judicialmente, y el 21 de enero de 1975, a fin de garantizar que el FREJULI volviera a ganar las elecciones, el gobierno de María Estela Martínez de Perón decretó la intervención de la provincia, aduciendo la inconstitucionalidad de la extensión del interinato. Juan Carlos Taparelli asumió como interventor y fue el encargado de conducir la provincia hasta la realización de las elecciones, cuya fecha se mantuvo en el 13 de abril.

## Candidaturas
El Frente Justicialista de Liberación (FREJULI), se presentó nuevamente como una coalición electoral a las elecciones, a pesar de las fricciones que sufría dentro del gobierno de María Estela Martínez de Perón. El 27 de febrero de 1975, el vicepresidente del Partido Justicialista (PJ), Raúl Lastiri, se encargó de presentar a los candidatos: Miguel Ángel Alterach y Ramón Arrechea, ambos del PJ, integrarían la fórmula gubernativa, rompiendo el pacto mantenido para las anteriores elecciones, en las que el candidato a vicegobernador fue del Movimiento de Integración y Desarrollo (MID), liderado a nivel nacional por el expresidente Arturo Frondizi, y parte del FREJULI. El 2 de marzo, al presentarse la lista legislativa, varios de los candidatos propuestos por los otros partidos de la coalición para integrar la lista legislativa o bien fueron rechazados, o fueron relegados a posiciones en las que difícilmente lograrían resultar electos. En represalia, el 7 de marzo el MID misionero anunció que se desmarcaría de la coalición a nivel provincial, denunciando que el FREJULI se había convertido en "un simple reparto de puestos". Al día siguiente, el liderazgo nacional del MID, favorable a que el partido permaneciera en la alianza y preocupado por las consecuencias políticas del retiro de la seccional misionera, anunció la intervención del comité provincial misionero, colocando a Ricardo Sangiácomo como interventor y disponiendo la permanencia del partido en el FREJULI.
Ricardo Barrios Arrechea, que ya había sido candidato de la Unión Cívica Radical (UCR) en 1973, quedando en segundo lugar detrás de Irrazábal, fue nuevamente proclamado como candidato del radicalismo para las elecciones adelantadas. Alejandro Falsone, su compañero de fórmula en los anteriores comicios repitió también su posición como candidato a vicegobernador. A pesar de que Arrechea pertenecía al Movimiento de Renovación y Cambio, sector de la UCR liderado por Raúl Alfonsín con una tendencia socialdemócrata, tenía también buenas relaciones con la conducción de la Línea Nacional, entonces presidencia del radicalismo dirigida por Ricardo Balbín.
El peronismo disidente del gobierno, que había tenido éxito en forzar una segunda vuelta entre Irrazábal y Arrechea en las anteriores elecciones, hacia 1975 estaba dividido en pequeños partidos, como Tercera Posición, y el Partido Descamisado. Ante una impugnación presentada el 28 de febrero ante el tribunal electoral de la provincia, este último se vio obligado a renombrarse debido a una moción aprobada por dos votos a favor y uno en contra que establecía que el partido estaba haciendo "uso indebido de nombres y símbolos. Las impugnaciones llevaron a que Arrechea, candidato de la UCR, declarara públicamente que el radicalismo provincial se abstendría si el gobierno cometía cualquier acto que pudiera considerarse antidemocrático, y eso incluía la proscripción de fuerzas políticas, incluso aunque la UCR no se viera afectada directamente. Sin embargo, la dirigencia radical negó que su fórmula fuera a retirarse y reafirmó su intención de participar en los comicios. Tercera Posición y el Partido Auténtico presentaron las candidaturas de Agustín Teófilo Puentes y Pedro Peczak para gobernador y vicegobernador. Un intento de impugnación presentado el 3 de marzo por el FREJULI, bajo el alegato de que TP y el PA eran una alianza no declarada y por lo tanto su plazo de inscripción había vencido, no prosperó.

## Campaña
En el período previo inmediato a la campaña, a principios de marzo, Alterach anunció que su primera medida de ganar las elecciones sería iniciar un plan de gobierno de emergencia para sanear la economía provincial, así como reformar la infraestructura. Se definió a sí mismo como un "misionero apasionado", que recorría regularmente la provincia, y declaró que trabajaría incansablemente para recuperar la estabilidad política. Durante una reunión en Posadas el 5 de marzo, pidió a los demás candidatos que respetaran las reglas de la democracia y que quería una campaña tranquila. Arrechea, el candidato a vicegobernador, intervino en la campaña basándose en las acciones del gobierno a nivel nacional y defendiendo la política económica implementada. Conscientes de la importancia de un triunfo de la línea ortodoxa del peronismo, sector al que pertenecía Alterach, el gobierno nacional se volcó a apoyar al FREJULI, lo que desató protestas de parte de grupos opositores, que denunciaron que la campaña de Alterach gozaba de una ventaja injusta debido al uso de recursos estatales.
El FREJULI lanzó su campaña el 11 de marzo de 1975, en un acto en el Club Tokio de Posadas al que concurrieron el vicepresidente primero del PJ y presidente de la Cámara de Diputados, Raúl Lastiri, y el secretario general de las 62 Organizaciones, Lorenzo Miguel. El acto debió realizarse en un interior debido a la lluvia, estando originalmente programado para hacerse en la "Esquina de la Victoria". A pesar del ambiente festivo, con una concurrencia de mil personas bajo techo, y de las declaraciones del liderazgo interventor del MID provincial de que defenderían "el frente constituido por nuestros grandes líderes: Perón y Frondizi", la tensión dentro de la coalición era notoria, y muchos miembros de la antigua conducción intervenida llamaron a votar por Arrechea o por Puentes como voto útil contra la fórmula oficialista. El mismo día del acto, en lo que fue considerado un duro golpe para el FREJULI, Ana Ofelia Ayrault, familiar del vicegobernador del MID fallecido en 1973, César Napoleón Ayrault, anunció que renunciaba a su afiliación, acusando al comité nacional del partido de "avallasamiento" y de impedir la autocrítica dentro del partido.
Aunque declaró durante gran parte de la campaña que revería su posición concurrencista en caso de que la impugnación contra el peronismo disidente prosperara, Arrechea hizo una campaña coherente de todas formas, declarando que el gobierno provincial, así como el nacional, se estaban volviendo autoritarios y reaccionarios. Arrechea describió su plan de gobierno, poniendo un especial énfasis en la necesidad de dedicarse a desarrollar los sectores agrarios de la provincia, denunciando que estos habían sido olvidados por las gestiones pasadas durante muchos años. Arrechea denunció que el gobierno del FREJULI había dejado a la población "olvidada" durante dos años, y que recién se acordaba de la gobernación de Misiones a la hora del llamado a elecciones. El candidato radical declaró que el pueblo misionero estaba harto de soluciones a medias y promesas electorales vacías, y que "el gobierno de la Unión Cívica Radical será el gobierno de Misiones para todos los misioneros".
Mientras que el gobierno nacional declaró que la campaña se estaba llevando a cabo con normalidad y transparencia, se realizaron varias denuncias de intimidación e irregularidades el 17 de marzo de parte de distintos partidos, incluyendo el propio FREJULI. El justicialismo denunció que sus candidatos estaban siendo intimidados por opositores violentos, mientras que el candidato a gobernador del Partido Comunista (PC), Luis Fernández Santos, afirmó que la intervención federal estaba reprimiendo a sus partidarios. Simultáneamente, la UCR, la coalición del Peronismo Disidente, la antigua dirigencia del MID y el PC emitieron un comunicado conjunto en el que declararon que el FREJULI recurría a la televisión y radio estatal de manera indiscriminada, utilizando falsos informativos para hacer campaña, mientras que se les cedía un tiempo significativamente menor de aire a los partidos opositores. El 19 de marzo, el candidato del peronismo disidente, Puentes, denunció que el gobierno interventor conspiraba para asesinarlo, reafirmó sus denuncias de que se estaban utilizando indebidamente vehículos y material del estado para la campaña frejulista, y acusó al gobierno nacional de buscar una victoria para el justicialismo ortodoxo "cayera quien cayera". Puentes también describió a las denuncias efectuadas por el FREJULI como una "comedia".
Gran parte de la campaña se caracterizó por los choques entre el peronismo disidente y el oficialista, con los medios de comunicación prediciendo que la UCR saldría enormemente beneficiada de estos cruces y de esta división, algo sobre lo cual Arrechea y demás candidatos evitaron pronunciarse. El FREJULI utilizó impugnaciones y medidas judiciales exigiendo que Tercera Posición y el Partido Auténtico no pudieran utilizar los términos: Juan Domingo Perón y Eva Perón, General Perón, justicialismo, independencia económica, soberanía popular, descamisado, entre otros. Puentes denunció que la impugnación oficialista constituía una proscripción autoritaria y afirmó que el gobierno de Isabel Perón estaba destruyendo al país en nombre de su marido. Por su parte, el lema de campaña del FREJULI fue "Isabel es Perón", el cual fue severamente criticado por la disidencia peronista, que declaró que "el General era uno solo y nadie podría reemplazarlo o imitarlo". Un manifiesto publicado por la coalición disidente el 20 de marzo llamó al "pueblo peronista" a votar masivamente en contra del oficialismo para demostrar verdadera lealtad a Perón.
El 21 de marzo, el Tribunal Electoral de Misiones se declaró incompetente en el caso del PJ, alegando que la utilización de símbolos o marchas no podía ser restringida a un solo partido y que este se viera protegido de uso indebido, y que el argumento presentado en la demanda de que Tercera Posición y el Partido Auténtico "no eran peronistas" era judicialmente inválido, al no poder ninguna fuerza política apropiarse de una ideología o gozar de algún tipo de derecho de autor sobre la misma. Ante el fallo, el Partido Auténtico continuó denunciando la actitud del frejulismo, afirmando que grupos de matones estaban siendo enviados a la provincia a intimidar a sus militantes y a los del radicalismo, y que las elecciones corrían el riesgo de no realizarse ante la posible derrota del FREJULI. Ese mismo día, la candidatura de Puentes recibió el apoyo de dos organizaciones estudiantiles justicialistas, la Juventud Universitaria Peronista (JUP) y la Unión de Estudiantes Secundarios (UES), encabezadas por Manuel Parodi y Oscar Wapanka, quienes se encargaron de hacer público su apoyo a los candidatos.
Días más tarde, el 24 de marzo, el Ministro del Interior de la Nación, Alberto Rocamora, fue acusado por el apoderado legal de la UCR, Nicolás Torres, de estar haciendo campaña proselitista en Misiones. Durante una conferencia de prensa el mismo día, con horas de diferencia, Rocamora negó estas acusaciones, afirmando que estaba realizando actividades gubernativas importantes en conjunto con la intervención federal, pero al mismo tiempo dio varias posturas ante la elección. En primer lugar, estableció una marcada diferencia entre el justicialismo y el socialismo, denunciando a este último como una idea sin carácter nacional, mientras que el justicialismo defendía ideales nacionalistas. Al mismo tiempo, mantuvo una postura socialcristiana con respecto a la doctrina peronista, acusando a la dirigencia del Partido Auténtico de favorecer los ideales del marxismo. Torres también había denunciado la continuidad del estado de sitio declarado en la provincia, afirmando que eso afectaba la normalidad sobre la cual debería realizarse una campaña limpia, postura que fue compartida por la mayoría de los partidos opositores. El 27 de marzo, Andrés Framini, peronista disidente, emitió una respuesta encendida a Rocamora, criticándolo por distorsionar las posturas de los partidos con respecto al estado de sitio (ya que el ministro había declarado ante la prensa que muchos opositores apoyaron su vigencia), y sobre las demás declaraciones afirmó que su partido "seguía la doctrina peronista, sin necesidad de importar cualquier agregado extranjero de la extrema derecha o la extrema izquierda".
El 29 de marzo, Alterach mismo emitió una declaración afirmando que en su opinión la campaña se estaba realizando perfectamente, y que lo alegraba que no hubiera incidentes violentos en demasía. Manifestando su esperanza en que el FREJULI se alzara con "un triunfo rotundo", alabó al pueblo misionero por demostrar una gran madurez cívica ante el comportamiento de grupos autoritarios y minoritarios. Al mismo tiempo estaba culminando una gira realizada por Raúl Alfonsín y Arturo Umberto Illia, destacados dirigentes del radicalismo, para participar en la campaña de Arrechea. Illia, junto al candidato radical a gobernador, recorrió la mayor parte de los municipios importantes de la provincia buscando adhesiones. La campaña culminó con un acto en Eldorado, donde tanto Illia como Alfonsín tomaron la palabra. El 30 de marzo, se difundió una declaración emitida por el obispo de Posadas, monseñor Jorge Kemerer, que solicitó tranquilidad a las fuerzas políticas, pidió "en doble condición de obispo y ciudadano" una campaña decente y sin difamaciones, y que las autoridades salidas de los comicios debían ser elegidas únicamente con sensatez y libertad.
Durante la Pascua de 1975, se publicaron en la provincia declaraciones tanto del liderazgo del PJ como de la UCR. El interventor judicial del PJ local, Vázquez, intentó apelar al voto religioso felicitando al pueblo por su celebración católica, afirmando que el voto al FREJULI garantizaba la construcción de un país "nacional, popular y cristiano", y llamando a la unión en todo el país, agregando que los comicios del 13 de abril constituirían otro paso adelante en la historia del peronismo. Por su parte, el radicalismo se enfocó más en la campaña y trató de apelar al sufragio regionalista, resaltando los aspectos positivos que tendría un gobierno provincial opositor al gobierno nacional, y recalcando que el FREJULI solo buscaba "seguir gobernando desde Buenos Aires" mientras que existían otros candidatos que buscaban, por encima de la ideología, "gobernar desde Misiones para los misioneros". El 4 de abril, los supuestos intentos de "compra de votos" por medio de la religión fueron denunciados por la oposición ante las declaraciones de la dirigente justicialista Norma Kennedy de que se había sentido aludidad por la declaración del obispo Kemerer.
El líder del radicalismo, Ricardo Balbín, realizó algunas declaraciones durante el último viraje de la campaña electoral, afirmando que era hora de que el pueblo misionero emitiera un mandato claro de la necesidad de un cambio político en el país, celebrando que el voto pondría fin a la ola de violencia, y que "la oportunidad que tienen hoy los misioneros quisiera tenerla todo el país". Los partidos políticos finalmente cerraron su campaña el 11 de abril, el FREJULI organizó un acto con una asistencia de 10.000 personas en Posadas, en el que se realizaron fuertes críticas contra la oposición, en especial contra Balbín, y se declaró que se esperaba una victoria abrumadora para el oficialismo.

## Jornada electoral
El domingo 13 de abril se realizó finalmente la elección provincial. La jornada electoral se realizó con absoluta normalidad, tal como informaron los medios de comunicación nacionales y provinciales. Por tratarse de unos comicios trascendentales para el gobierno nacional y ser la primera elección desde la muerte de Perón, fueron cubiertas por más de doscientos periodistas de distintos medios, incluso con presencia del periodismo internacional latinoamericano y europeo. Se reportaron largas colas de votantes en todos los centros de la provincia, así como un ambiente tranquilo bajo la protección de los efectivos de seguridad estatales. Destacó un único incidente cuando un fiscal de Tercera Posición denunció que faltaban boletas del partido en una mesa del Departamento Apóstoles, pero que se logró informar con éxito al juez electoral. Dada la prohibición de que se realizaran encuestas por boca de urna o proyecciones de la información obtenida del correo, por lo que el resultado se mantuvo en duda hasta que comenzó el escrutinio. Tanto Alterach como Arrechea declararon su confianza en el triunfo, y el interventor de la provincia, Taparelli, emitió un comunicado celebrando la madurez cívica demostrada por la población y por las fuerzas contendientes. Arrechea afirmó que la cantidad de ataques que recibía del peronismo a diario daban a entender que probablemente ganaría, ya que era una señal de que el oficialismo sabía que la confianza del pueblo en él era alta. Por su parte, Alterach declaró que no prometió lo que no podría cumplir, y que esperaba que el pueblo misionero comprendiera "su intención de gobernar para todos" y realizar una llamada "revolución de paz".

## Resultados

### Gobernador y Vicegobernador
El resultado estableció una victoria escueta para el Frente Justicialista de Liberación, recibiendo Alterach el 46.52% de los votos contra el 39.13% de Arrechea. Tal y como comentó la prensa al día siguiente, la división del peronismo, así como el quiebre con el MID, afectó al FREJULI notoriamente, acortando su diferencia con el radicalismo de once puntos a siete con respecto a la anterior elección. La elección fue altamente polarizada, y Puentes se ubicó en un tercer puesto lejano con el 9.62%, repartido este porcentaje de forma casi equitativa entre el Partido Auténtico (5.62%) Tercera Posición (4.00%). Además, y a pesar de que el oficialismo consideró que se vio afectado por los problemas internos, el ascenso de la UCR fue notorio, e incrementó su apoyo en casi trece puntos con respecto a la primera vuelta de 1973, logrando retener el electorado recibido en la segunda vuelta por sí sola, y ganando en la capital, Posadas, y en los departamentos Alem, Apóstoles, y Concepción, aunque en ninguno se impuso por un margen mayor a 300 votos. En todos los demás departamentos se impuso la fórmula del FREJULI.
La elección demostró además que el bipartidismo peronista-radical seguía siendo fuerte, a pesar de la debilitación que había sufrido en los anteriores comicios, cuando la UCR recibió menos del 25% de los votos en todo el país. El FREJULI y la UCR dominaron la elección, el peronismo disidente decreció enormemente en su caudal de votos a menos de la mitad que en 1973, y todas las demás fuerzas sufrieron atroces debacles. Nueva Fuerza, partido de derecha liberal que había alcanzado el 5% de las preferencias, apenas recibió el 1.02%, y el Partido Intransigente, sucesor de la Unión Cívica Radical Intransigente (UCRI), cedió casi todo su caudal de votos a la UCR (que era sucesora de la Unión Cívica Radical del Pueblo), por lo que la facción de la UCRP logró monopolizar y recuperar por completo el grueso del electorado radical. Acción Renovadora, representante de la Alianza Popular Federalista (que había logrado el 15% en todo el país en la anterior elección y cuyo líder era Francisco Manrique), obtuvo tan solo 1.000 votos exactos, a pesar de que la alianza conservadora se había entregado casi por completo a la elección y el propio Manrique había visitado la provincia intentando conseguir adhesiones.
|  | 46.52 % |

|  | 39.13 % |

|  | 5.62 % |

|  | 4.00 % |

|  | 9.62 % |

|  | 1.02 % |

|  | 0.97 % |

|  | 0.64 % |

|  | 0.63 % |

|  | 0.62 % |

|  | 0.60 % |

|  | 0.26 % |

|  | 98.85 % |

|  | 0.88 % |

|  | 0.27 % |

|  | 0.00 % |

|  | 0.00 % |

|  | 100.00 % |

|  | 75.26 % |

### Cámara de Representantes
En el plano legislativo, el resultado estableció que el FREJULI obtuviera dos escaños de más con respecto a la anterior elección, quedándose a uno de lograr la mayoría absoluta, con la mitad de los escaños (16 de 32) contra 13 de la UCR, y 3 del peronismo disidente (dos del Partido Auténtico y uno de Tercera Posición). La posición parlamentaria del gobierno, al tener la vicegobernación (que ejercía la presidencia del cuerpo y podía desempatar en caso de empate) fue mucho mejor que después de la anterior elección.
|  | 45.93 % |

|  | 38.40 % |

|  | 5.79 % |

|  | 4.09 % |

|  | 1.27 % |

|  | 1.17 % |

|  | 0.87 % |

|  | 0.85 % |

|  | 0.70 % |

|  | 0.63 % |

|  | 0.30 % |

|  | 98.45 % |

|  | 1.18 % |

|  | 0.37 % |

|  | 0.00 % |

|  | 0.00 % |

|  | 100.00 % |

|  | 75.26 % |